# Majda Dobravec Lajovic
Majda Dobravec Lajovic, slovenska arhitektka in oblikovalka, * 7. februar 1931, Ljubljana, † 24. december 2020

## Šolanje
Po končani gimnaziji je študirala na Oddelku za arhitekturo FAGG Univerze v Ljubljani pri prof. Edu Ravnikarju, kjer je leta 1958 diplomirala. Sodi med najboljše študente Ravnikarjeve šole (Savin Sever, Oton Jugovec, Stanko Kristl, Milan Mihelič, Janez Lajovic, Grega Košak, Miloš Bonča), ki so v slovensko arhitekturo in oblikovanje z veliko občutljivostjo vpeljevali moderne principe s spoštljivim upoštevanjem regionalne tradicije.  

## Delo
Med letoma 1960 do 1962 je bila asistentka prof. Eda Ravnikarja za študij industrijskega oblikovanja - Smeri B na FAGG.  
Po diplomi se je zaposlila v Zavodu za zadružno gradnjo v Ljubljani kot projektantka, kasneje v biroju Tamar in od ustanovitve leta 1964 v AB arhitektnem biroju (skupaj z možem arhitektom Janezom Lajovcem). Od leta 1988 in vse do upokojitve leta 1996 je bila hišna arhitektka in oblikovalka muzejskih razstav (Lovski, Ribiški in Lesarski muzej in Prometni oddelek) v Tehniškem muzeju Slovenije v Bistri. 
Uspešno je delovala kot arhitektka, grafična oblikovalka, oblikovalka notranje opreme in postavljanja razstav. O problemih oblikovanja je pisala v revijo Arhitekt (na primer članek Grafična podoba trgovine in industrije). 
Leta 1968 je skupaj z arhitektom Grego Košakom oblikovala Jugoslovanski paviljon na XIV. Triennalu v Milanu. 
Njena najbolj znana realizacija je Osnovna šola v Kranjski gori (1965-70), ki je lep primer vključitve tradicionalnega regionalnega stavbarstva v sodobno zasnovano stavbo. Zaradi kvalitetne arhitekture je bila stavba uvrščena v register nepremične kulturne dediščine pod št. 15901. Žal so šolo po osamosvojitvi brez njenega sodelovanja povečali in nerazpoznavno spremenili.    
Med pomembnejša dela sodita Osnovna Šola Danile Kumar (1972 - 1975) in  Karmeličanski samostan v Sori (1986). V letih 1980-1983 je postavila Muzej pošte in telekomunikacij v Stari Loki. Za tovarno Lek je mojstrsko oblikovala postavitev Lavičkove lekarniške zbirke.  
Je soavtorica Osnovne šole Borisa Ziherla, sedaj Osnovna šola Bežigrad (1975-769), Osnovne šole Mirana Jarca (1964-65), Mestnega gledališča ljubljanskega in zasnove Kraigherjeve ploščadi, sedaj Trg Ajdovščina (1969, 1976 z realizacijo 1988). 
Na področju grafičnega oblikovanja je poleg, žal prekratkega, pedagoškega dela, najbolj cenjena po vrsti izjemno oblikovanih plakatov, zlasti plakata za razstavo Stanovanje za naše razmere 1957 in plakata za 1. bienale grafičnega oblikovanja v Ljubljani leta 1964, ki ju hranijo tudi v zbirki MoMA, Muzeju moderne umetnosti v New Yorku. V tem muzeju je leta 2013 sodelovala na razstavi Designing Modern Women 1890–1990. 
Oblikovala je logotipe za Stol Kamnik, AB biro in Tekstilindus Kranj. 
Njena grafična dela hranijo v zbirki vizualnih komunikacij v MAO, Muzeju za arhitekturo in oblikovanje v Ljubljani. 
Galerija Dessa je v juniju 2016 pripravila razstavo "V ospredje: pionirke slovenske arhitekture in oblikovanja" s kratko predstavitvijo prvih slovenskih arhitektk: Vladimira Bratuž, Majda Dobravec Lajovic, Magda Fornazarič Kocmut, Marta Ivanšek (roj. Ravnikar), Nives Kalin Vehovar, Juta Krulc, Seta Mušič, Dušana Šantel Kanoni, Gizela Golia Šuklje in Branka Tancig Novak.

## Nagrajeni natečaji
- Turistični center ob vhodu v Postojnsko jamo 1965 – z arh. Janezom Lajovcem, I. nagrada
- Ploščad Borisa Kraigherja s poslovnimi objekti 1970 – z arh. Janezom Lajovcem, I. nagrada